# Kortkerosskij rajon
Il Kortkerosskij rajon è un rajon (distretto) della Repubblica dei Komi, nella Russia settentrionale. Il capoluogo è il villaggio di Kortkeros.

## Villaggi
- Pod"el'sk